# Serniki (Lubartów)
Pour les articles homonymes, voir Serniki.
Serniki (prononciation : [sɛrˈniki]) est un village polonais de la gmina de Serniki dans le powiat de Lubartów de la voïvodie de Lublin dans l'est de la Pologne.
Le village est le siège administratif (chef-lieu) de la gmina appelée gmina de Serniki.
Il se situe à environ 6 kilomètres au sud-est de Lubartów (siège du powiat) et 22 kilomètres au nord de Lublin (capitale de la voïvodie).

## Histoire
De 1975 à 1998, le village est attaché administrativement à l'ancienne Voïvodie de Lublin.

Depuis 1999, il fait partie de la nouvelle voïvodie de Lublin.